# Saint-Privat-du-Dragon
Saint-Privat-du-Dragon – miejscowość i gmina we Francji, w regionie Owernia-Rodan-Alpy, w departamencie Górna Loara.
Według danych na rok 1990 gminę zamieszkiwały 213 osoby, a gęstość zaludnienia wynosiła 10 osób/km² (wśród 1310 gmin Owernii Saint-Privat-du-Dragon plasuje się na 637. miejscu pod względem liczby ludności, natomiast pod względem powierzchni na miejscu 409.).